# 田村侑久
田村 侑久（たむら ゆきひさ、1990年10月17日 - ）は、日本のタレント・俳優。男性グループBOYS AND MEN、およびその派生ユニットのYanKee5、NO IDEAのメンバーである。
愛知県知多郡東浦町出身。フォーチュンエンターテイメント所属。BOYS AND MENでのテーマカラーは青。愛称はタムタムなど。

## 略歴
愛知県東浦町生まれ。2011年4月にBOYS AND MENに加入し、サラリーマンから転身して芸能界入りした。BOYS AND MENの13人編成時（2013年後期）以降に在籍した中では、田村が最後に加入したメンバーである。元来目立つことや人前に立つことが好きという性分で芸能界に興味を持っていたが、それに向けて特に何をすることもなく、高校卒業後に就職した。しかし就職後も芸能界入りへの夢を諦められず、ネット上で知ったBOYS AND MENの公演『ストレートドライブ!』と公開オーディションを見てグループ入りを決意。勤めていた会社に退職届を出し、その2週間後に公演を行っていた劇場でプロデューサーの谷口誠治に直接履歴書を渡し、オーディションを受けて加入に至った。「父親にはきっと反対される」と考えたことから、会社を辞めたことも芸能界入りしたことも父親に内緒にしたまま活動を続け、4年後に報告をした。
BOYS AND MENに加入してすぐに『ストレートドライブ!』に出演するようになり、すぐに公演投票にランクインした。第2弾公演『ホワイト☆タイツ』において、メインキャスト「ヤンキー5人組」の一人・相馬祐輔役を務める機会が増え、派生ユニット・YanKee5のメンバーとなった。2013年2月、『ホワイト☆タイツII』公演投票において1位を獲得し、2位の田中俊介と2人組ユニット・NO IDEAを結成。2014年に開催されたBOYS AND MEN人気投票においても1位を獲得した。
2016年12月にリリースされたBOYS AND MENのアルバム『威風堂々〜B.M.C.A.〜』に、自身が作詞をした初のソロ楽曲「シアワセアンテナ」が収録された。2018年公開の映画『キスできる餃子』でヒロイン・足立梨花の相手役を演じ、同作の舞台である栃木県宇都宮市の「愉快大使」に任命された。

## 人物
身長は176cm、血液型はO型。趣味はフットサル・手品、特技はサッカー。BOYS AND MENの宣伝活動のための「チラシ配り」を趣味・特技と称しており、通称は「チラシ配りのポジティブ王子」。2013年の人気投票で1位を獲得した成果を、チラシ配りの賜物であると語っている。BOYS AND MENの中では「おバカキャラ」というポジションでもある。

## 出演

### テレビドラマ
- 名古屋行き最終列車（2014年1月・2015年2月、メ〜テレ）松山京介 役
- なぜ東堂院聖也16歳は彼女が出来ないのか?（2014年10月 - 12月、メ〜テレ）遠藤 役
- 白鳥麗子でございます!（2016年1月 - 3月、地方局7局による共同制作）吉本龍之介 役
- サチのお寺ごはん（2017年7月 - 9月、地方局などによる共同制作）唐丸篤 役
- ボイメン新世紀 祭戦士ワッショイダー（2018年4月 - 6月、CBCテレビ）田村侑久 役
- あなたには帰る家がある 最終話（2018年6月、TBS）[22]
- トクサツガガガ（2019年1月 - 3月、NHK総合）るいるい 役
- ミナミの帝王ZERO（2019年4月 - 6月、関西テレビ）IT 役

### その他のテレビ番組
- ゴゴスマ -GO GO!Smile!-（2014年3月 - 2015年9月[注 1]、CBCテレビ）「ボイメン体操」メンバー
- ある日、息子がアイドルに 〜名古屋の人気グループBOYS AND MENの真実〜（2015年5月、中京テレビ）[23]
- アイチ☆ポリスMAX（2014年9月 - 2015年3月、メ〜テレ） - 才場泰治 役
  - アイチ☆ポリス7（2015年9月 - 2016年3月）
- ボイメン体操（2015年10月 - 、CBCテレビ）

### 映画
- A.F.O 〜All for one〜（2014年）[24]
- サムライ・ロック（2015年）加藤英夫 役
- 復讐したい（2016年）佐倉裕二 役
- 白鳥麗子でございます! THE MOVIE（2016年）吉本龍之介 役
- BOYS AND MEN 〜One For All, All For One〜（2016年）田村侑久 役[9]
- キスできる餃子（2018年）岩原亮 役
- 劇場版 おいしい給食 卒業（2022年）- 真田幸助 役[25]

### 舞台
- ストレートドライブ!（2010年 - 2011年）大場[26] / 小島[27] 役
- ホワイト☆タイツ（2011年 - 2012年）榊原かおる[28] / 相馬祐輔[15] 役ほか
- ストレートドライブR（2012年）大場 役[26]
- ホワイト☆タイツII（2012年 - 2013年）相馬祐輔/マーシャ 役[29]
- 東京奇人博覧会（2013年）[24]
- 鍵（2013年）[30]
- RETURNER（2013年 - 2014年）沖田総司[31] / 高杉晋作[32] 役
- のうぜい合戦（2024年）[33]
- パコ〜from ガマ王子vsザリガニ魔人（2025年）浅野 役[34]
- 十二人の怒れる男（2025年公演予定） - 陪審員7号 役[35]
- 復刻 舞台 増田こうすけ劇場 ギャグマンガ日和 〜奥の細道 地獄のランウェイ編〜（2025年公演予定） - 閻魔大王 役[36][37]

### 配信ドラマ
- キスのカタチ「恋の詩」（2016年）宏太 役[38]
- タムタム・エスケイプ（2016年）主演・タムタム 役[39]

### ウェブテレビ
- ABEMA BOATRACE TOWN 異世代アイドルバトル！波乗りキングダム（2020年7月11日、ABEMA）[40]

### ラジオ
- 月イチタムタム（2016年10月- 2017年、ニコラジ）[41]
- Beat Around 834 サテライトFLASH（2025年1月 - 、メディアスエフエム ）火曜日レギュラー [42]

### CM
- 中部テレコミュニケーション「コミュファ光」（2015年）[43]
- ヒマラヤ（2016年）[44]
- radiko（2016年）[45]
- エスエス製薬「エスタックイブ ファインEX」（2016年）[46]

### その他
- 碧南市PR動画『龍が護る街』（2015年）[47]
- ニコニコ超会議2016「弾幕ヒーロー ニコバスターズ」（2016年）ニコレッド 役[48]
- 東浦町PR動画『どんぴしゃ！東浦』（2018年）[3]
- アサヒビール中部エリア応援大使（2021年 - ）[49]

## 作品

### DVD
- 未完成（2013年3月21日、Fortune Records）[24]

### 作詞
- シアワセアンテナ（補作詞：YUMIKO、2017年）

## 書籍、連載
電子書籍
- CanCam DIGITAL Photo Book 『田村侑久 COLOR-03 “BLUE”』（2018年、小学館）[50]
- 田村侑久デジタル版 BOYS AND MEN THANKS! AT DOME LIVE（2019年、講談社）[51]

連載
- ソフトダーツバイブル「BOYS AND MEN 田村侑久のJAPANプロ試験に挑戦!!」（2017年 - 2018年、三栄書房）
- GOOD!DARTS「BOYS AND MEN 田村侑久のダーツな時間」（2018年 - 、ウェブ連載）[52]